# Vaudeloges
Vaudeloges is een plaats en voormalige gemeente in het Franse departement Calvados in de regio Normandië en telt 153 inwoners (1999). De plaats maakt deel uit van het arrondissement Lisieux.

## Geschiedenis
De plaats werd in de 12de eeuw vermeld als Gualdelogie. Uit de 13de eeuw dateert Vallis de Logiis.
Op het eind van het ancien régime werd Vaudeloges een gemeente. In 1833 werden de buurgemeenten Réveillon en een deel van Abbeville opgeheven en bij Vaudeloges gevoegd. Het overige deel van Abbeville werd bij de gemeente Ammeville gevoegd.
De gemeente maakte deel uit van het kanton Saint-Pierre-sur-Dives tot dit op 22 maart 2015 werd opgeheven en de gemeenten werden opgenomen in het kanton Livarot. Op 1 januari 2017 fuseerde de gemeente met overige gemeenten van het voormalige kanton tot de commune nouvelle Saint-Pierre-en-Auge.

## Geografie
De oppervlakte van Vaudeloges bedraagt 12,6 km², de bevolkingsdichtheid is 12,1 inwoners per km².
De onderstaande kaart toont de ligging van Vaudeloges met de belangrijkste infrastructuur en aangrenzende gemeenten.

## Bezienswaardigheden
- De Église de la Nativité-de-Notre-Dame

## Demografie
Onderstaande figuur toont het verloop van het inwonertal (bron: INSEE-tellingen).
Vanwege een beveiligingsprobleem met de MediaWiki Graph-software is het momenteel niet mogelijk deze grafiek weer te geven. Zodra de software is bijgewerkt zal de grafiek vanzelf weer zichtbaar worden.
Lijst van Franse gemeenten · Arrondissement Lisieux · Calvados · Normandië